# Hermann Finck (anglès)
Herman Finck, nascut Hermann Van Der Vinck, (Londres, 22 de novembre de 1875 - 21 d'abril de 1939) fou un compositor anglès. Estudià la música sota la direcció del seu pare, tenint més tard per professor a Henry Gadsby. Fou pianista i violinista en el Palace Theatre (1892), sots-director d'orquestra el 1896, i director (1900-21). des del 1922 director de l'orquestra del Theatre Royal (Drury Lane).

## Composicions principals
- The King of Ersia, òpera còmica en tres actes.
- The sib of St. Hulda, amb G. S. Ogilvie.
- The Palace Revue, amb G. R. Sims.
- A doubtful proposal,amb J. Bickory Wood.
- Hiawatha, opereta.
- Moonshine, opereta.
- The malingerer, música incidental (1912).
- The Ever-open Door, música incidental de G. R. Sims (1913).
- By Jingo, música incidental (1914).
- The second Passing Show, música incidental (1915).
- Bric-abrac, en col·laboració amb Lionel Monckton (1915).
- Revue round the map, (1915).
- Musical comedy.
- The light blues, amb Howard Talbot (1915).
- My Lady Frayle, també amb Howard Talbot (1916).
- Were all in it, amb Lionel Monckton (1916).
- Vanity Fair, (1916).
- The origin of Harloquin, (1917).
- Airs and graces, (1917).
- Ballet, (1917).
- Round the map, (1917).
- La Carmagnole, ballet, lletra de David Whitelau (1918).
- My Lady Dragon-fly, (1918).
- Hulle Amèrica, (1918).
- Hulle Paris, (1919).
- Eversley Pageant, (1919).
- Three dances for orchestra, (1919).
- The love flower, (1920)
- It's all wrong, amb Elsa Janis (1921).
- Ki Ki Musicalk Play, (1921).
- Decameron Nights, (1922).
- Curate's egg, (1922).
- The scrap book, (1922).
- Round in fifty, (1922).
- Brighter London, (1923).
- Incidental music to Good Luch, (1923).
- Leap Year Revue , (1924).
- Potpourri, melodious memories.
- ''In the shadows, i molts ballables, pantomimes, peces per a orquestra, melodies vocals, etc.